# Santana (альбом)
Santana — дебютний альбом гурту Santana. Виданий у травні 1969 року лейблом Columbia. Загальна тривалість композицій становить 37:29. Альбом відносять до напрямку латинський рок. У 2003 році альбом посів 150-е місце у Списку 500 найкращих альбомів усіх часів за версією журналу Rolling Stone.

## Список пісень
1. «Waiting»
2. «Evil Ways»
3. «Shades Of Time»
4. «Savor»
5. «Jingo»
6. «Persuasion»
7. «Treat»
8. «You Just Don't Care»
9. «Soul Sacrifice»